# Charlotta Säfvenberg
Charlotta Säfvenberg, née le 7 octobre 1994, est une skieuse alpine suédoise spécialisée dans les disciplines techniques et notamment le slalom.

## Carrière
Elle a participé à sa première course FIS en 2009.
Elle débute dans la Coupe du monde en décembre 2012 au slalom de Semmering. Elle obtient ses premiers points la saison suivante à Levi. Elle remporte ensuite la médaille d'argent sur le slalom des Championnats du monde junior.
Lors de la saison 2014-2015, elle continue sa progression avec deux dixièmes places en Coupe du monde.
Aux Championnats du monde 2019 à Åre, sa première participation aux Mondiaux, elle est 14e du slalom.

## Palmarès

### Championnats du monde
| Épreuve / Édition | Åre 2019 |
| ----------------- | -------- |
| Slalom            | 14e      |

### Coupe du monde
- Meilleur classement en slalom : 23e en 2015 avec 71 points.
- Meilleur classement général : 66e en 2015 avec 71 points.
- Meilleur résultat individuel : 10e (Flachau et Maribor en 2015).

#### Différents classements en Coupe du monde
| Année/Classement | Année/Classement | Général | Général | Descente | Descente | Slalom | Slalom | Slalom géant | Slalom géant | Super G | Super G | Combiné | Combiné |
| ---------------- | ---------------- | ------- | ------- | -------- | -------- | ------ | ------ | ------------ | ------------ | ------- | ------- | ------- | ------- |
| Année/Classement | Année/Classement | Class.  | Points  | Class.   | Points   | Class. | Points | Class.       | Points       | Class.  | Points  | Class.  | Points  |
| 2014             | 2014             | 79e     | 44      | -        | -        | 27e    | 44     | -            | -            | -       | -       | -       | -       |
| 2015             | 2015             | 66e     | 71      | -        | -        | 23e    | 71     | -            | -            | -       | -       | -       | -       |
| 2018             | 2018             | 110e    | 15      | -        | -        | 45e    | 15     | -            | -            | -       | -       | -       | -       |
| 2019             | 2019             | 79e     | 44      | -        | -        | 27e    | 44     | -            | -            | -       | -       | -       | -       |

### Coupe d'Europe
- 4 victoires en slalom.

En date de mars 2019

### Championnats du monde junior
- Québec 2013 : 
  -  Médaille d'or dans l'épreuve par équipes.
- Jasná 2014 : 
  -  Médaille d'argent du slalom.

### Festival olympique de la jeunesse européenne
- Liberec 2011 : 
  -  Médaille d'or au slalom.